# Liste der Baudenkmäler in Paderborn-Dahl
Die Liste der Baudenkmäler in Paderborn-Dahl enthält die denkmalgeschützten Bauwerke auf dem Gebiet von Paderborn-Dahl in Nordrhein-Westfalen (Stand: 2011). Diese Baudenkmäler sind in der Denkmalliste der Stadt Paderborn eingetragen; Grundlage für die Aufnahme ist das Denkmalschutzgesetz Nordrhein-Westfalen (DSchG NRW).

| Bild           | Bezeichnung                | Lage                                        | Beschreibung | Bauzeit | Eingetragen seit | Denkmal- nummer |
| -------------- | -------------------------- | ------------------------------------------- | ------------ | ------- | ---------------- | --------------- |
| weitere Bilder | Pamelsche Warte            | Bundesstraße 64 Auf der Lieth Karte         |              |         | 3. November 1987 | 179             |
| weitere Bilder | Pfarrkirche St. Margaretha | Schlotmannstraße 9 Karte                    |              | 1853    | 25. Juni 1984    | 180             |
| weitere Bilder | Bildstock                  | Am Stadtberg (An der faulen Seite) Karte    | Bildstock    | 1842    | 2. April 1985    | 181             |
| weitere Bilder | Marienstatue (Immaculata)  | L 813 / Langefeld / Ecke Am Stadtberg Karte |              |         | 8. August 1984   | 305             |
| weitere Bilder | Bildstock                  | Stubenweg 19 Karte                          |              | 1699    | 8. März 1989     | 327             |

- Karte mit allen Koordinaten:
- OSM |
- WikiMap